# Mithqal
Mithqal, arabo مثقال, è un'unità di misura di massa utilizzata nel mondo arabo-persiano prevalentemente per i metalli preziosi, equivalente a 4.68 grammi.

## Huqúqu'lláh
Nella religione bahai il Mithqal è indicato da Bahá'u'lláh, il fondatore della fede bahai, come unità di misura per la determinazione del Huqúqu'lláh secondo il rapporto di un mithqál per 19 nakhuds (Cicer arietinum).
Tradizionalmente il rapporto era di un Mithqal per 24 nakhuds, ma il Báb lo portò a uno per 19, rapporto confermato poi da Bahá'u'lláh nel suo Kitáb-i-Aqdas.

## Tasso di conversione
| Unità      | Mithqal          | Grammo     | Oncia Troy        |
| ---------- | ---------------- | ---------- | ----------------- |
| Mithqal    | 1                | 4.25       | 0.136640672916669 |
| Grammo     | 4.25             | 1          | 0.032150746568628 |
| Oncia Troy | 7.31846512941176 | 31.1034768 | 1                 |